# Daniel Barenboim
Daniel Barenboim (Buenos Aires, 15 de novembro de 1942) é um pianista e maestro argentino.
Daniel Barenboim mora em Berlim. Começou sua carreira como pianista, sendo mais conhecido como maestro. É conhecido por seu trabalho com a West-Eastern Divan Orchestra, uma orquestra de jovens músicos árabes e judeus, que ele fundou com Edward Said.

## Biografia
Daniel Barenboim nasceu em Buenos Aires, Argentina. Seus avós foram Asquenazes russos. Começou a ter aulas de piano com sua mãe aos cinco anos de idade, e continuou a estudar com o seu pai, Enrique, que foi seu único professor. Em Agosto de 1950, quando tinha apenas sete anos de idade, apresentou seu primeiro concerto formal, em Buenos Aires.
Em 1952 a família de Barenboim se mudou para Israel. Dois anos depois, no verão de 1954, seus pais foram para Salzburgo, para que o jovem Daniel tivesse aulas de direção com Igor Markevitch. Neste verão Barenboim conheceu e tocou para o maestro Wilhelm Furtwängler, que foi para ele uma influência musical e exemplo. Furtwängler chamou o jovem Barenboim de "fenômeno", e o convocou para tocar o Primeiro Concerto para Piano de Ludwig van Beethoven com a Filarmônica de Berlim, porém o pai de Barenboim não permitiu, alegando que não era aconselhável uma criança judia tocar em Berlim, devido ao Holocausto.
Em 1955 Barenboim estudou harmonia e composição com Nadia Boulanger em Paris. Barenboim  estreou como pianista em Viena e Roma, em 1952, em Paris em 1955, em Londres em 1956, e em Nova Iorque em 1957, sob a batuta de Leopold Stokowski. Fez turnês regulares pela Europa, Estados Unidos, América do Sul, Austrália e o Extremo Oriente.
Em 1967 Daniel Barenboim casou com a violoncelista Jacqueline du Pré, em Jerusalém. O casamento durou até a morte de Jacqueline, em decorrência de esclerose múltipla em 1987. Sua amizade com  músicos renomados, como Itzhak Perlman, Zubin Mehta e Pinchas Zukerman, e o casamento com du Pré conduziram ao famoso filme de Christopher Nupen sobre  o Quinteto de Franz Schubert.
Após começar a sofrer dos sintomas de esclerose, du Pré foi diagnosticada com esclerose múltipla e retirou-se da cena musical em 1973. No início da década de 1980, durante seu casamento, Barenboim começou uma relação com a pianista russa Elena Bashkirova, com quem viria a ter dois filhos em Paris: David Arthur, nascido em 1983, e Michael Barenboim, nascido em 1985.

## Carreira musical
No começo de sua carreira, Barenboim foi muito aceito como pianista. Ele concentrou-se no repertório da era Clássica, como também em obras de compositores da era romântica. Algumas gravações notáveis desse período incluem:
- Sonatas para Piano de Wolfgang Amadeus Mozart
- Sonatas para Piano de Ludwig van Beethoven
- Concertos para Piano de Wolfgang Amadeus Mozart (como maestro e pianista)
- Concertos para Piano Ludwig van Beethoven (com Otto Klemperer e Filarmônica de Berlim)
- Concertos para Piano de Johannes Brahms (com John Barbirolli e Zubin Mehta)
- Concertos para Piano de Béla Bartók (com Pierre Boulez)

Seguindo com sua estreia como maestro, com a Orquestra de Câmara Inglesa, em Abbey Road Studios, em 1966 em Londres, Barenboim foi convidado para conduzir outras orquestras sinfônicas europeias e americanas. Entre 1975 e 1989 ele foi o Diretor Musical da Orquestra de Paris, onde ele conduziu muita música contemporânea.
Barenboim fez sua estreia como maestro operístico na produção em Don Giovanni de Wolfgang Amadeus Mozart no Festival de Edimburgo. Ele fez sua estreia no Festival de Bayreuth em 1981, conduzindo regularmente até 1999.
Ele serviu como diretor musical da Orquestra Sinfônica de Chicago entre 1991 a 2006. Ele demonstrou frustração em trabalhar nos Estados Unidos, precisando arrecadar fundos para seus programas.
Barenboim, que reside em Berlim, foi, de 1992 a 2023, o diretor musical da Ópera Estatal de Berlim (Staatsoper Unter den Linden) omde tentou manter um tradicional som e estilo do leste-germânico com a orquestra. Ele também trabalhou constantemente para manter a independência da Ópera. Ele é, atualmente, o maestro vitalício da Companhia. Em 15 de maio de 2006, Barenboim foi nomeado o Maestro Convidado Residente do Teatro alla Scala, em Milão, Itália.
Em novembro de 2006, Lorin Maazel causou controvérsias dizendo aos diretores da Filarmônica de Nova Iorque que Barenboim seria um grande nome para sua sucessão, entretanto Barenboim respondeu que ficou lisonjeado mas nada poderia estar mais longe do seu pensamento que regressar a um posto permanente em uma orquestra estadunidense Em janeiro de 2007 foi relatado que Barenboim não manifestou interesse sobre o cargo de diretor musical da Filarmônica de Nova Iorque.
Dia 28 de novembro de 2008, Barenboim conduziu pela primeira vez no Metropolitan Opera House, em Nova Iorque, interpretando a 450ª performance da ópera Tristan und Isolde, de Richard Wagner. No ano seguinte, ele foi o maestro escolhido para reger o Concerto de Ano Novo de Viena, com a Filarmônica de Viena.
A 1 de Janeiro de 2014 dirigiu a Filarmônica de Viena no Concerto de Ano Novo de Viena.

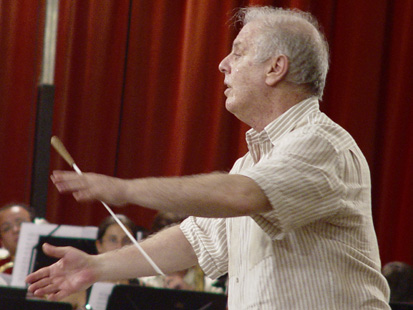
Daniel Barenboim em ensaio com a orquestra West-East Divan, no ano de 2005.

## Música
Daniel Barenboim é considerado um dos mais proeminentes músicos do fim do século XX e início do XXI.
No início de sua carreira ele ganhou uma ampla aceitação como pianista. Ele concentrou-se na música clássica, bem como alguns compositores românticos. Tocava (e gravou) Mozart, Beethoven, Brahms, Felix Mendelssohn e Frédéric Chopin. Também executou muitas obras de câmara, com a ajuda de sua primeira esposa Jacqueline du Pré.
Notáveis interpretações como maestro incluem obras de Beethoven, Anton Bruckner, Robert Schumann, Gustav Mahler, Strauss, entre outros. nos últimos anos ampliou seu repertório para o estilo Barroco, assim como compositores do século XX. Como: Johann Sebastian Bach, Goldberg, Claude Debussy. Além disso também gravou obras do Jazz e Tangos.

## Conduzindo Wagner em Israel
Em 7 de julho de 2001, Barenboim conduziu a Ópera Estatal de Berlim na parte de Tristan und Isolde (Richard Wagner) no Festival de Israel, em Jerusalém. O concerto marcou-se como controvérsia. A música de Wagner marcou o concerto como a quebra de um taboo nas casas de ópera de Israel, pelo fato de Wagner pregar o anti-semitismo - tendo a mesma filosofia de Adolf Hitler.
Originalmente, Barenboim iria conduzir o primeiro ato de Die Walküre com três cantores, incluindo o renomado tenor Plácido Domingo. Entretanto, pelos fortes protestos dos sobreviventes do Holocausto e pelo governo de Israel, foi feito um programa alternativo. Barenboim aceitou substituír a obra pela música de Robert Schumann e Igor Stravinsky, mas expressou desagrado por ter que tomar essa decisão.

## Reconhecimento

### Prêmios
- Prêmio Dresden (2011)
- Prêmio da Paz Westphalian (2010)
- Prêmio do Festival Interncional de Música de Istambul (2009)[12]
- Prêmio de Música Léonie Sonning (2009)[13]
- Medalha de Ouro da Sociedade Filarmônica Real (2008)[14]
- Prêmio pela Defesa dos Direitos Humanos (2008)
- Medalha Goethe (2007)
- Praemium Imperiale (2007)
- Medalha Buder-Rosenzweig (2004)
- Prémio Wolf de Artes (2004)
- Prêmio Wilhelm Furtwängler (2003)
- Prêmio Tolerância, Academia Evangélica Tutzing (2002)

### Honras
- Comandante da Legião de Honra (2007)[15]
- Prêmio Príncipe das Astúrias (2002)
- Ordem ao Mérito da República Federativa da Alemanha (2002)

### Graduações
- Doutor de Filosofia (Ph.D.) pela Universidade de Jerusalém (1996)
- Doutor pela Universidade de Bruxélas (2003)
- Doutor de Música pela Universidade de Oxford (2007)
- Doutor de Música pela Universidade de Londres (2008)